# 洋人球埔旧址
洋人球埔旧址位于中国福建省厦门市鼓浪屿，是全国重点文物保护单位鼓浪屿近代建筑群的子项目之一。
闽南语中，球埔即球场。此地最早是鸦片战争期间英军开辟的军用操场，19世纪中后期逐渐成为外国人体育活动之处，至今仍在使用。近代体育传入鼓浪屿后，在教会学校中推广。